# Кристо де ла Лус (Толедо)
Кристо де ла Лус (на испански: Cristo de la Luz, в превод Христова светлина) е малък параклис в Толедо, Испания.
Сградата е построена като джамия по времето, когато маврите владеят Испания. Била е известна като Баб ал-Мардум и се е намирала в някогашния квартал Медина, в който са живеели заможните мюсюлмани на Толедо. От средата на 2008 сградата е затворена за продължителна реставрация и рядко е отворена за туристите.

## Архитектура
Сградата е малка с размери 8 на 8 м. Четири колони с капители във весготски стил разделят интериора на 9 части. Над тях има 9 свода, всеки от които е оформен различно. Зад това квадратно пространство има полукръгли апсиди в мудехарски стил, на които има фрески на Христос Вседържител и четиримата евангелисти.

## История
На югозападната фасада на сградата има тухлен надпис в куфитски стил, който разкрива важна информация за изграждането ѝ:
| „ | В името на Аллах, Ахмад ибн Хадиди построи тази джамия със собствените си пари, молейки Го за възнаграждение в рая след смъртта. С помощта на Аллах и под ръководството на Муса ибн Али, архитект, е завършена напълно през месец Мухарем 390 година по Хиджра (1000) | “ |

Според легендата, когато крал Алфонсо IV завлядял Толедо, при победоносното му влизане в града конят му коленичил пред вратите на джамията. Сноп лъчи насочили краля към малка статуетка на Христовото разпятие, която била скрита тук от векове. По този повод тоя оставил своя щит, на който било изписано:
| „ | Това е щитът на крал Алфонсо IV, който го остави в този параклис когато завладя Толедо | “ |

През 1186 година крал Алфонсо VII дава сградата на бившата джамия на рицарите от Ордена на Свети Йоан, превръща я в параклис, посветен на Светия кръст (на испански: Ermita de la Santa Cruz).